# Туже (Мазовецьке воєводство)
Туже (пол. Turze) — село в Польщі, у гміні Посвентне Воломінського повіту Мазовецького воєводства.
Населення — 243 особи (2011).
У 1975-1998 роках село належало до Седлецького воєводства.

## Демографія
Демографічна структура станом на 31 березня 2011 року:
|          | Загалом | Допрацездатний вік | Працездатний вік | Постпрацездатний вік |
| -------- | ------- | ------------------ | ---------------- | -------------------- |
| Чоловіки | 138     | 28                 | 93               | 17                   |
| Жінки    | 105     | 23                 | 62               | 20                   |
| Разом    | 243     | 51                 | 155              | 37                   |